# Comuna Kovaleve, Kotelva
Kovaleve (în ucraineană Ковалеве) este o comună în raionul Kotelva, regiunea Poltava, Ucraina, formată din satele Kovaleve (reședința), Malovîdne și Stadnîțea.

## Demografie
Componența lingvistică a comunei Kovaleve
     Ucraineană (97,97%)
     Rusă (1,62%)
     Alte limbi (0,2%)
Conform recensământului din 2001, majoritatea populației comunei Kovaleve era vorbitoare de ucraineană (97,97%), existând în minoritate și vorbitori de rusă (1,62%).